# A Amiga Olga
A Amiga Olga foi um concurso televisivo apresentado por Olga Cardoso transmitido pela TVI entre 1993 e 1994. É considerado um dos concursos mais marcantes da televisão portuguesa.

## Jogo
A dinâmica do concurso era bem simples. Numa primeira fase, os concorrentes tinham de aguentar um minuto a conversar com a amiga Olga sem caír na esparrela de dizerem "Sim" ou "Não". Também não valia repetir sempre a mesma resposta (por exemplo, estar sempre a dizer "talvez" e "pois") nem ficar muito tempo em silêncio. Se o concorrente escorregasse nessas armadilhas verbais, o assistente, designado como "o rapaz do gongo dourado", tocava no gongo.

## Curiosidades
- Foi o primeiro concurso do canal televisivo TVI.
- Marcou a estreia de Olga Cardoso na televisão.
- Um dos jovens que desempenharam a função de 'rapaz do gongo' foi Ricardo Trêpa, neto do ilustre realizador Manoel de Oliveira, muito antes de ganhar lugar cativo no elenco dos filmes do seu avô.